# Rondo für Klavier KV 284f
Das Rondo für Klavier KV 284f, auch bekannt als Bretzenheimer Rondo, ist eine Komposition von Wolfgang Amadeus Mozart, die im November 1777 in Mannheim entstand, um Caroline Josepha Philippina Musikunterricht zu erteilen. Da dieses Rondo nie als eigenständiges Werk öffentlich aufgeführt wurde, galt es lange Zeit als verschollen. Musikforscher gehen davon aus, dass Mozart das Werk später in die Klaviersonate Nr. 10 (Mozart) als Finalsatz einsetzte.

## Entstehung
Auf der Suche nach beruflichen Perspektiven reiste Wolfgang Amadeus Mozart auf seiner Tour durch Europa mit seiner Mutter vom 30. Oktober 1777 bis zum 14. März 1778 unter anderem nach Mannheim.
Mannheim zählte damals schon während der Regierungszeit des Kurfürsten Karl Theodor (Pfalz Bayern) (Carl) zur berühmtesten Musikmetropole in Europa. Dort versuchte er den Kurfürsten von seinen kompositorischen und musikalischen Fähigkeiten zu überzeugen, um dann bei ihm eine Anstellung am Kurfürstlichen Hofe zu bekommen. Die hohen Erwartungen Mozarts wurden trotz kleinerer Auftritte in dieser Zeit aber nicht erfüllt. Er konnte aber neue Kontakte knüpfen, lernte seine zukünftige Gemahlin Constance Weber kennen und war am Hofe vorübergehend als Musiklehrer für die jungen Grafen von Bretzenheim tätig.
Um Karl August und seiner Schwester Karoline von Bretzenheim Klavierunterricht zu erteilen, schrieb er für die Comtesse Caroline am 28. oder 29. November 1777 das Rondo für Klavier KV 284 f. Zeitgleich schrieb er in einem Brief an seinen Vater Leopold Mozart:

„Morgen werde ich aber hingehen, ich habe für die Comtesse ein Rondeau gemacht. Habe ich nicht Ursache genug hier zu bleiben und das Ende abzuwarten?“

Kurz bevor eine feste Anstellung für Mozart am Kurfürstlichen Hof von Karl Theodor (Pfalz Bayern) am 8. Dezember 1777 abgelehnt wurde, schrieb er in einem weiteren Brief fünf Tage zuvor:

„Nun mag geschehen was will. Behält er mich nicht, so dringe ich auf ein Reisegeld, denn das Rondeau und die Varjazionen schenke ich Ihm nicht!“

Trotzdem verblieb er noch bis zum 13. März 1778 in Mannheim, bevor er eine Reise mit seiner Mutter nach Paris antrat.

## Verbleib
Die Entstehungsgeschichte und die Darbietung vor Karl Theodor (Pfalz Bayern) am fürstlichen Hofe kann nachvollzogen werden, der Verbleib des Rondos danach ist aber bis heute unbekannt. Daher galt es lange Zeit als verloren. Ulrich Konrad vermerkte dies in seinem Mozart-Werkverzeichnis. In der 1964 veröffentlichten sechsten Auflage des Verzeichnisses der Tonwerke Mozarts von Ludwig von Köchel wird erwähnt, dass das Rondo entweder verloren sei oder in eine der Klaviersonaten übergegangen ist. In der 3. Auflage des Köchelverzeichnisses zog auch der Musikwissenschaftler Alfred Einstein die Möglichkeit in Erwägung, dass Mozart das Rondo für Klavier KV 284f in die 1783 komponierte Klaviersonate Nr. 10 (Mozart) als (Finalsatz) Allegretto einsetzte, genauso wie Hanns Dennerlein in seinem Buch Der unbekannte Mozart. Letzterer ging aber auch davon aus, dass Mozart schon auf einer Konzertveranstaltung, die am 22. Oktober 1777 in Augsburg stattfand, die Klaviersonate C-Dur (KV 330) aus dem Gedächtnis heraus spielte. In einem Brief schrieb Mozart am 14. November 1777 an seinen Vater, dass er 

„...eine prächtige sonata ex c major so aus dem Kopf mit einem Rondeau auf der lezt...“

„...eine prächtige Sonate in C-Moll aus dem Gedächtnis mit einem Rondo als Finalsatz...“

 gespielt habe, auf das ein Getöse und Lärm gefolgt sei, mit dem er wohl den Applaus meinte.
Etwa seit den 1950er-Jahren wird das Werk im Volksmund und in den Medien als „Bretzenheimer Rondo“ bezeichnet. Anlässlich der Bretzenheimer Kulturtage versuchte der Geschichtsforscher Hans Schneider ab 2005 mit der Hilfe von Wilhelm Schweinhardt und Jürgen Köchel dem Urenkel von Ludwig von Köchel den Verbleib des Rondos zu klären.
Hans Schneider schreibt hierzu in dem Geschichtsband "Bretzenheim a. d. Nahe, wie es wurde, wie es ist" 

„..,so gewinnt die Überlegung ein hohes Maß an Wahrscheinlichkeit, dass das für die Comtesse Caroline komponierte Bretzenheimer Rondo bereits Bestandteil der Augsburger Aufführung war, das aber dann,..., in seinem Besitz blieb. So könnte es dann 1783/1784 wieder mit der Klaviersonate Nr. 10 (Mozart) zusammengeführt worden sein.“